# 24 Hours of Daytona 2017
24 Hours of Daytona 2017 – 24-godzinny wyścig samochodowy na torze Daytona International Speedway w miejscowości Daytona Beach na Florydzie. Zawody odbyły się w dniach 28–29 stycznia 2017.

## Wyniki zawodów
| Poz. | Klasa | Nr  | Drużyna                                  | Kierowcy                                                                             | Okrążenia | Czas         |
| ---- | ----- | --- | ---------------------------------------- | ------------------------------------------------------------------------------------ | --------- | ------------ |
| 1    | P     | 10  | Wayne Taylor Racing                      | Ricky Taylor Jordan Taylor Max Angelelli Jeff Gordon                                 | 659       | 24:00:57.343 |
| 2    | P     | 5   | Mustang Sampling Racing                  | João Barbosa Christian Fittipaldi Filipe Albuquerque                                 | 659       | +0.671       |
| 3    | P     | 90  | VisitFlorida Racing                      | Marc Goossens Renger van der Zande René Rast                                         | 658       | +1 Lap       |
| 4    | P     | 2   | Tequila Patrón ESM                       | Scott Sharp Ryan Dalziel Pipo Derani Brendon Hartley                                 | 656       | +3           |
| 5    | GTLM  | 66  | Ford Chip Ganassi Racing                 | Dirk Müller Joey Hand Sébastien Bourdais                                             | 652       | +7           |
| 6    | GTLM  | 911 | Porsche GT Team                          | Patrick Pilet Dirk Werner Frédéric Makowiecki                                        | 652       | +7           |
| 7    | GTLM  | 62  | Risi Competizione                        | Giancarlo Fisichella James Calado Toni Vilander                                      | 652       | +7           |
| 8    | GTLM  | 3   | Corvette Racing                          | Antonio García Jan Magnussen Mike Rockenfeller                                       | 652       | +7           |
| 9    | GTLM  | 69  | Ford Chip Ganassi Team UK                | Harry Tincknell Andy Priaulx Tony Kanaan                                             | 652       | +7           |
| 10   | GTLM  | 912 | Porsche GT Team                          | Kévin Estre Laurens Vanthoor Richard Lietz                                           | 652       | +7           |
| 11   | GTLM  | 68  | Ford Chip Ganassi Team UK                | Stefan Mücke Olivier Pla Billy Johnson                                               | 652       | +7           |
| 12   | GTLM  | 19  | BMW Team RLL                             | Bill Auberlen Alexander Sims Augusto Farfus Bruno Spengler                           | 651       | +8           |
| 13   | P     | 85  | JDC-Miller Motorsports                   | Chris Miller Stephen Simpson Mikhail Goikhberg Mathias Beche                         | 646       | +13          |
| 14   | P     | 31  | Whelen Engineering Racing                | Dane Cameron Eric Curran Mike Conway Seb Morris                                      | 639       | +20          |
| 15   | PC    | 38  | Performance Tech Motorsports             | James French Patricio O'Ward Kyle Masson Nicholas Boulle                             | 638       | +21          |
| 16   | GTLM  | 4   | Corvette Racing                          | Oliver Gavin Tommy Milner Marcel Fässler                                             | 636       | +23          |
| 17   | P     | 22  | Tequila Patrón ESM                       | Ed Brown Johannes van Overbeek Bruno Senna Brendon Hartley                           | 636       | +23          |
| 18   | GTD   | 28  | Alegra Motorsports                       | Carlos de Quesada Michael de Quesada Daniel Morad Jesse Lazare Michael Christensen   | 634       | +25          |
| 19   | GTD   | 29  | Montaplast by Land-Motorsport            | Connor De Phillippi Christopher Mies Jules Gounon Jeffery Schmidt                    | 634       | +25          |
| 20   | GTD   | 33  | Riley Motorsports - Team AMG             | Ben Keating Jeroen Bleekemolen Mario Farnbacher Adam Christodoulou                   | 634       | +25          |
| 21   | GTD   | 57  | Stevenson Motorsports                    | Lawson Aschenbach Andrew Davis Matt Bell Robin Liddell                               | 634       | +25          |
| 22   | GTD   | 86  | Michael Shank Racing i Curb Agajanian    | Jeff Segal Oswaldo Negri Jr. Tom Dyer Ryan Hunter-Reay                               | 634       | +25          |
| 23   | GTD   | 23  | Alex Job Racing                          | Bill Sweedler Townsend Bell Frank Montecalvo Pierre Kaffer                           | 633       | +26          |
| 24   | GTD   | 48  | Paul Miller Racing                       | Bryan Sellers Madison Snow Bryce Miller Andrea Caldarelli Dion von Moltke            | 629       | +30          |
| 25   | GTD   | 96  | Turner Motorsport                        | Justin Marks Jens Klingmann Maxime Martin Jesse Krohn                                | 628       | +31          |
| 26   | GTD   | 46  | EBIMOTORS                                | Emanuele Busnelli Fabio Babini Emmanuel Collard François Perrodo                     | 626       | +33          |
| 27   | GTLM  | 67  | Ford Chip Ganassi Racing                 | Ryan Briscoe Richard Westbrook Scott Dixon                                           | 624       | +35          |
| 28   | GTD   | 991 | TRG                                      | Santiago Creel Mike Hedlund Wolf Henzler Jan Heylen Tim Pappas                       | 621       | +38          |
| 29   | GTD   | 93  | Michael Shank Racing with Curb Agajanian | Andy Lally Katherine Legge Mark Wilkins Graham Rahal                                 | 617       | +42          |
| 30   | PC    | 26  | BAR1 Motorsports                         | Tom Papadopoulos Johnny Mowlem Adam Merzon Trent Hindman David Cheng                 | 616       | +43          |
| 31   | P     | 13  | Rebellion Racing                         | Sébastien Buemi Nick Heidfeld Neel Jani Stéphane Sarrazin                            | 609       | +50          |
| 32   | PC    | 20  | BAR1 Motorsports                         | Don Yount Buddy Rice Mark Kvamme Chapman Ducote Gustavo Yacamán                      | 599       | +60          |
| 33   | GTD   | 98  | Aston Martin Racing                      | Paul Dalla Lana Pedro Lamy Mathias Lauda Marco Sørensen                              | 593       | +66          |
| 34   | GTD   | 18  | DAC Motorsports                          | Emmanuel Anassis Brandon Gdovic Zachary Claman DeMelo Anthony Massari                | 590       | +69          |
| 35   | P     | 52  | PR1/Mathiasen Motorsports                | Mike Guasch José Gutiérrez RC Enerson Tom Kimber-Smith                               | 584       | +75          |
| 36   | GTD   | 15  | 3GT Racing                               | Jack Hawksworth Robert Alon Austin Cindric Dominik Farnbacher                        | 581       | +78          |
| 37   | GTD   | 11  | GRT Grasser Racing Team                  | Christian Engelhart Rolf Ineichen Ezequiel Pérez Companc Mirko Bortolotti            | 580       | +79          |
| 38   | GTD   | 63  | Scuderia Corsa                           | Christina Nielsen Alessandro Balzan Matteo Cressoni Sam Bird                         | 575       | Nie ukończył |
| 39   | P     | 81  | DragonSpeed                              | Henrik Hedman Nicolas Lapierre Ben Hanley Loïc Duval                                 | 562       | Nie ukończył |
| 40   | P     | 55  | Mazda Motorsports                        | Tristan Nunez Jonathan Bomarito Spencer Pigot                                        | 538       | Nie ukończył |
| 41   | GTD   | 61  | GRT Grasser Racing Team                  | Christian Engelhart Rolf Ineichen Roberto Pampanini Michele Beretta Miloš Pavlović   | 526       | +133         |
| 42   | GTD   | 75  | SunEnergy1 Racing                        | Kenny Habul Boris Said Tristan Vautier Maro Engel Paul Morris                        | 524       | Nie ukończył |
| 43   | GTD   | 27  | Dream Racing Motorsport                  | Lawrence DeGeorge Cédric Sbirrazzuoli Paolo Ruberti Luca Persiani Raffaele Giammaria | 488       | Nie ukończył |
| 44   | PC    | 88  | Starworks Motorsport                     | Scott Mayer James Dayson Alex Popow Sean Rayhall Conor Daly                          | 487       | Nie ukończył |
| 45   | PC    | 8   | Starworks Motorsport                     | Ben Keating Robert Wickens Chris Cumming John Falb Remo Ruscitti                     | 464       | Nie ukończył |
| 46   | P     | 70  | Mazda Motorsports                        | Tom Long Joel Miller James Hinchcliffe                                               | 462       | Nie ukończył |
| 47   | GTD   | 21  | Konrad Motorsport                        | Marco Mapelli Marc Basseng Luca Stolz Lance Willsey Franz Konrad                     | 399       | +260         |
| 48   | GTD   | 50  | Riley Motorsports - WeatherTech Racing   | Cooper MacNeil Gunnar Jeannette Shane van Gisbergen Thomas Jäger                     | 373       | +286         |
| 49   | GTD   | 54  | CORE Autosport                           | Jon Bennett Colin Braun Patrick Long Niclas Jönsson                                  | 340       | +319         |
| 50   | GTD   | 51  | Spirit of Race                           | Peter Mann Maurizio Mediani Alessandro Pier Guidi Davide Rigon Rino Mastronardi      | 105       | Nie ukończył |
| 51   | GTD   | 73  | Park Place Motorsports                   | Patrick Lindsey Jörg Bergmeister Matt McMurry Norbert Siedler                        | 102       | Nie ukończył |
| 52   | GTD   | 16  | Change Racing                            | Corey Lewis Jeroen Mul Kaz Grala Brett Sandberg                                      | 79        | Nie ukończył |
| 53   | GTD   | 59  | Manthey Racing                           | Steve Smith Matteo Cairoli Reinhold Renger Harald Proczyk Sven Müller                | 61        | Nie ukończył |
| 54   | GTD   | 14  | 3GT Racing                               | Scott Pruett Sage Karam Ian James Gustavo Menezes                                    | 52        | Nie ukończył |
| 55   | GTLM  | 24  | BMW Team RLL                             | John Edwards Martin Tomczyk Nick Catsburg Kuno Wittmer                               | 15        | Nie ukończył |